# Бовизио Машаго
Бовѝзио Маша̀го (на италиански: Bovisio Masciago, на западноломбардски: Buìs e Masciàgh, Буиз е Машаг) е община в Северна Италия, провинция Монца и Брианца, регион Ломбардия. Разположена е на 188 m надморска височина. Населението на общината е 16 703 души (към 2013 г.).
Административен център на общината е град Бовизио (Bovisio). До 2004 г. общината е част от провинция Милано.